# Ігри нескорених

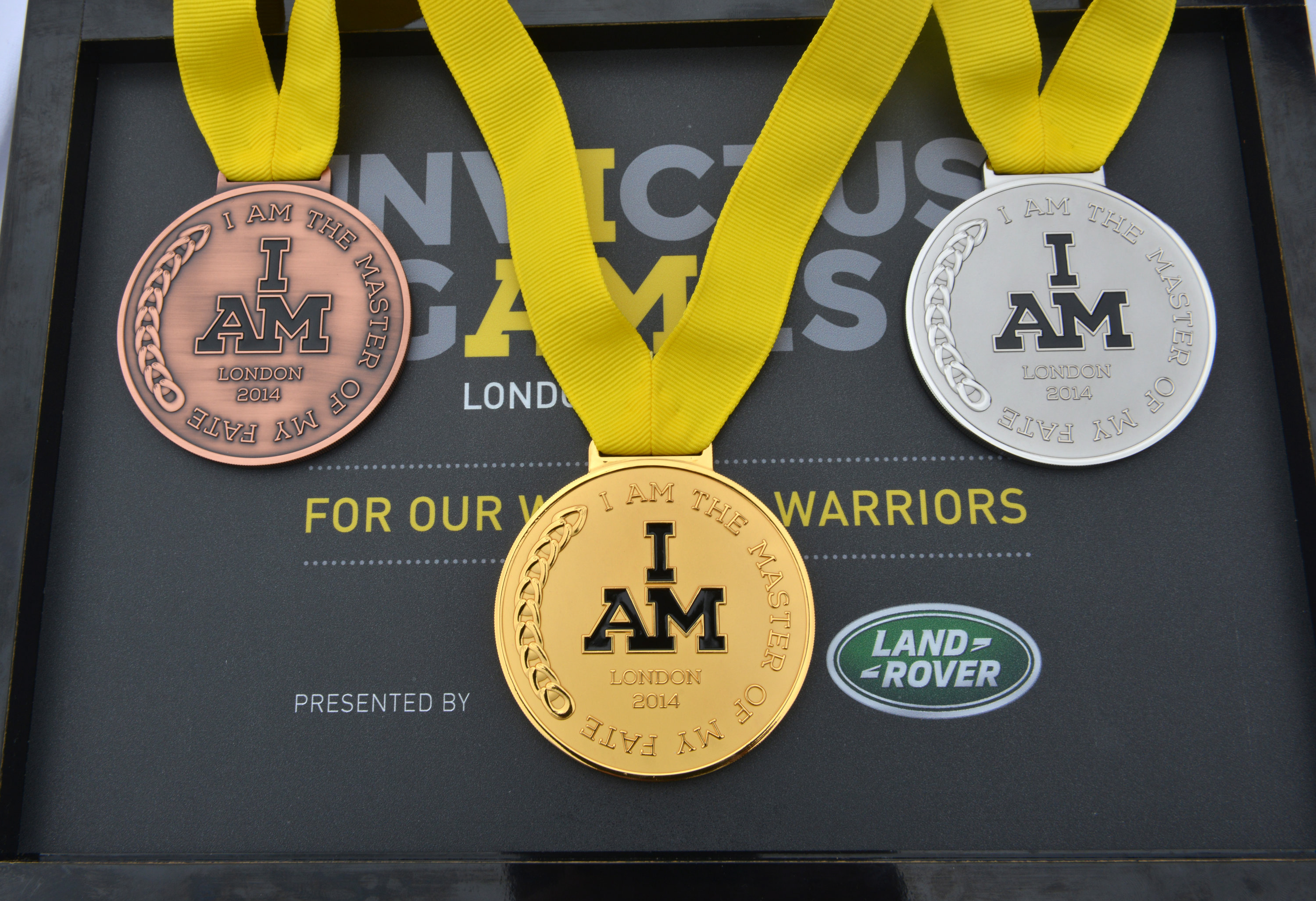
Медалі з Лондона 2014

Ігри Нескорених (англ. Invictus Games) — міжнародний спортивний захід з адаптивних видів спорту серед ветеранів та військовослужбовців, які отримали поранення, травми чи захворювання, виконуючи свої військові обовʼязки.
«Invictus» з латини означає «непереможний», «незламний» або «нескорений». Перші Ігри Нескорених відбулися 2014 року в Олімпійському парку королеви Єлизавети у Лондоні.
У церемонії відкриття 2014 року взяли участь принц Гаррі, прем'єр-міністр Девід Кемерон, принц Чарльз, Камілла, герцогиня Корнуольська, принц Вільям і Фредерік, кронпринц Данії. Захід також включав записане звернення від першої леді Сполучених Штатів Мішель Обами.
Другі ігри розпочалися 8 травня 2016 року у комплексі ESPN Wide World of Sports, що розташований у парку розваг Дісней Ворлд неподалік Орландо (Флорида, США). На церемонії відкриття були присутні принц Гаррі, перша леді Мішель Обама, колишній американський президент Джордж Буш і багато інших високопоставлених осіб. Президент Барак Обама і королева Єлизавета ІІ знялися в рекламному ролику для цього заходу.
Україна вперше отримала право взяти участь в Іграх нескорених 2017 року в Торонто як союзник НАТО в миротворчих операціях по всьому світу, а також через АТО на сході України.

## Заснування
Задум ігор з'явився 6 березня 2014 року, коли Принц Гаррі був на стадіоні Copper Box в Лондоні під час Олімпіади-2012. Побачивши виступ британської команди на Warrior Games в Колорадо в 2013 році, принц висловив побажання втілити свій задум аналогічного міжнародного спортивного заходу в Сполученому Королівстві. За підтримки мера Лондона Бориса Джонсона, Лондонського організаційного комітету Олімпійських та Паралімпійських ігор і Міністерства оборони, організація заходу зайняла більше десяти місяців. 1 млн фунтів на фінансування проекту було передбачено в бюджеті Королівського Фонду, благодійної організації, заснованої Принцом Гаррі разом із герцогом і герцогинею Кембриджськими, таку ж суму ухвалив виділити міністр фінансів Джордж Осборн із коштів, отриманих від банківських штрафів унаслідок маніпуляцій LIBOR. Спонсором Ігор також виступав Ягуар Ленд Ровер. У вступній промові Принц сказав, що ігри «демонструватимуть силу спорту в сприянні відновлення, підтримку реабілітації та показують життя з інвалідністю». Він також повідомив, що їхня довгострокова мета полягає у запевненні, що травмовані солдати не будуть забуті, і звернувся до майбутніх глядачів Ігор: «Це не на підтримку конфлікту в Афганістані, не на підтримку збройних сил як таких — просто прийдіть і покажіть свою підтримку, гляньте, через що цим воякам довелося пройти».

## Міста прийому Ігор
| Рік  | Місто                                                     | Країна                                                    | Континент                                                 | Місце                                                                   | Учасниць                                                  | Церемонія відкриття                                       | Церемонія закриття                                        |
| ---- | --------------------------------------------------------- | --------------------------------------------------------- | --------------------------------------------------------- | ----------------------------------------------------------------------- | --------------------------------------------------------- | --------------------------------------------------------- | --------------------------------------------------------- |
| 2014 | Лондон                                                    | Велика Британія                                           | Європа                                                    | Queen Elizabeth Olympic Park                                            | 14                                                        | 10 вересня 2014                                           | 14 вересня 2014                                           |
| 2015 | не проводились, щоб дати можливість підготуватися до 2016 | не проводились, щоб дати можливість підготуватися до 2016 | не проводились, щоб дати можливість підготуватися до 2016 | не проводились, щоб дати можливість підготуватися до 2016               | не проводились, щоб дати можливість підготуватися до 2016 | не проводились, щоб дати можливість підготуватися до 2016 | не проводились, щоб дати можливість підготуватися до 2016 |
| 2016 | Орландо                                                   | Сполучені Штати Америки                                   | Північна Америка                                          | ESPN Wide World of Sports                                               | 15                                                        | 8 травня 2016                                             | 12 травня 2016                                            |
| 2017 | Торонто                                                   | Канада                                                    | Північна Америка                                          | Декілька місць у Торонто                                                | 16                                                        | 26 вересня 2016                                           | 30 вересня 2016                                           |
| 2018 | Сідней                                                    | Австралія                                                 | Австралія                                                 | від Олімпійського парку до порту Сідней-Гарбор                          | 18                                                        | 20 жовтня 2018                                            | 27 жовтня 2018                                            |
| 2020 | Гаага                                                     | Нідерланди                                                | Європа                                                    | Зуйдерпарк (більшість змагань), басейн Хофбад міста Іпенбург (плавання) | 19                                                        | 9 травня 2020                                             | 16 травня 2020                                            |

## Фонд Ігор нескорених
Фонд Ігор нескорених створений для проведення перших Ігор нескорених. Він регулює процес майбутньої гри. Процес подачі заявок для майбутніх ігор починається у листопаді.

### Управління
Люди, які керують Фондом:
- Меценат: Принц Гаррі, герцог Сассекський
- Голова: Кіт Міллс (Sir Keith Mills)

довірені особи:
- Девід Генсон (David Henson), капітан британської команди Ігор нескорених 2014 року
- Деббі Єванс (Debbie Jevans), колишня директорка спорту на Олімпійських та Паралімпійських іграх 2012 року в Лондоні; членкиня оргкомітету з підготовки Ігор нескорених 2014 року
- Едвард Лейн Фокс (Edward Lane Fox), особистий секретар принца Гаррі
- Террі Міллер (Terry Miller), головна юрисконсульт при Лондонському організаційному комітеті Олімпійських та Паралімпійських ігор; членкиня оргкомітету з підготовки Ігор нескорених 2014 року
- Ґай Монсон (Guy Monson), повірений Королівського Фонду герцога і герцогині Кембриджських і принца Гаррі
- Мері Райлі (Mary Reilly), також у складі Лондонського організаційного комітету Олімпійських ігор та Паралімпійських ігор, членкиня оргкомітету з підготовки Ігор нескорених 2014

персонал:
- Керівний директор: Домінік Рід (Dominic Reid), відповідальний за оперативну доставку для Ігор нескорених у Лондоні 2014 року
- Менеджер: Роуз Голл (Rose Hall), організаційна команда для Ігор нескорених у Лондоні 2014 року

### Посол
Першим послом було призначено британського гонщика Льюїса Гамільтона.

## Гасло

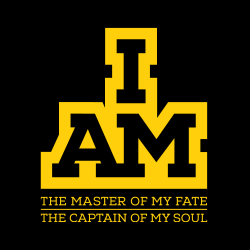

Гаслом Ігор нескорених є: «Я господар своєї долі. Я капітан своєї душі».

## Ігри нескорених 2014

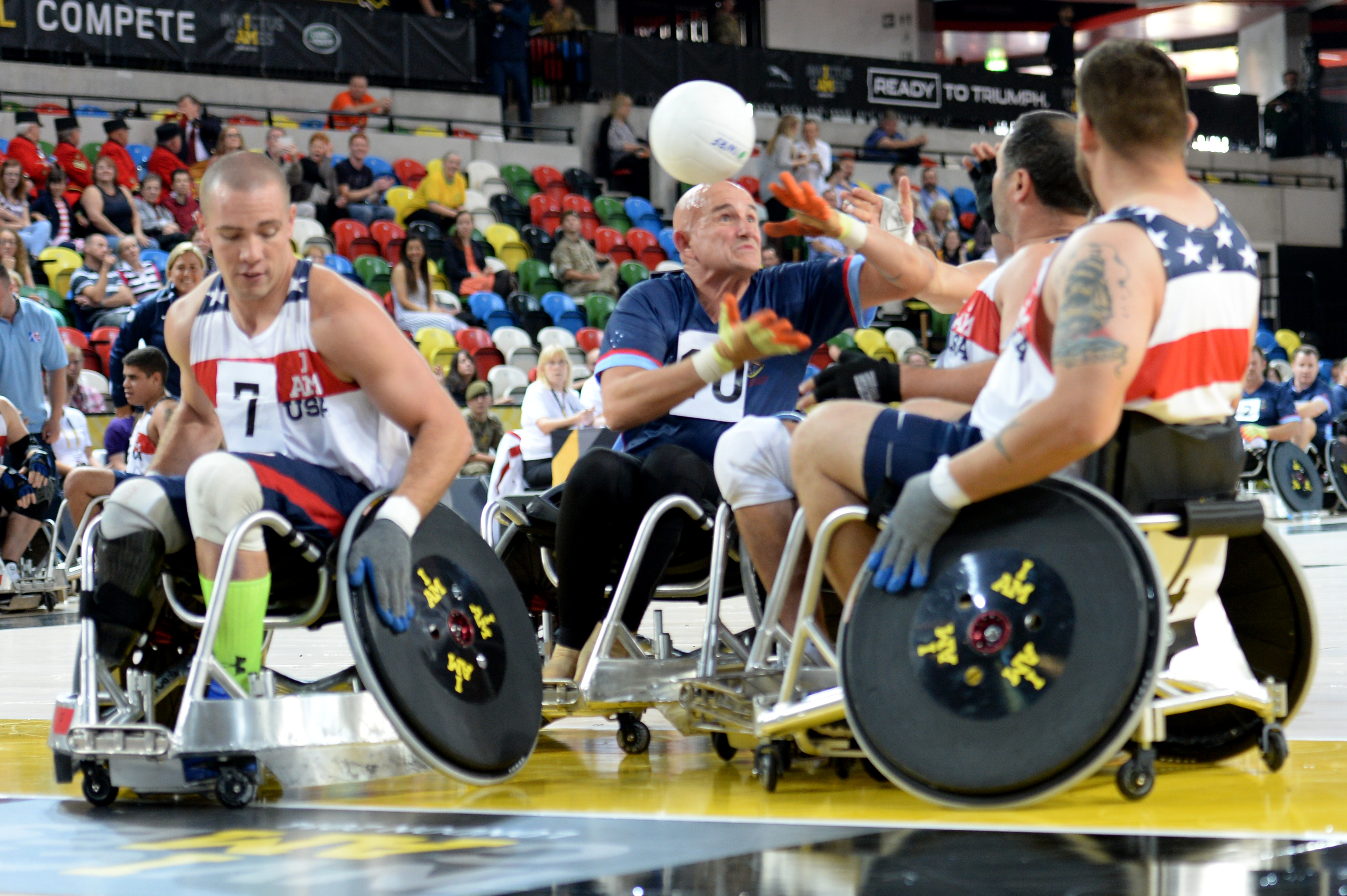
Троє американських захисників вибивають м'яч подалі від австралійського гравця під час матчу з регбі на візках у змаганні між Сполученими Штатами Америки та Австралією на Іграх нескорених 2014

Перші Ігри нескорених відбулися 10-14 вересня 2014 року. 
У них взяли участь близько 300 учасників з 13 країн, які воювали на боці Великої Британії в останніх військових кампаніях. До них належать США, Австралія, Канада, Франція, Німеччина, Данія, Нова Зеландія й Афганістан. Конкурсні заходи проходили на багатьох майданчиках, що використовувалися під час Олімпійських ігор 2012 року, в тому числі Copper Box і Lee Valley Athletics Centre. Ігри транслювалися по Бі-Бі-Сі.

## Ігри нескорених 2016

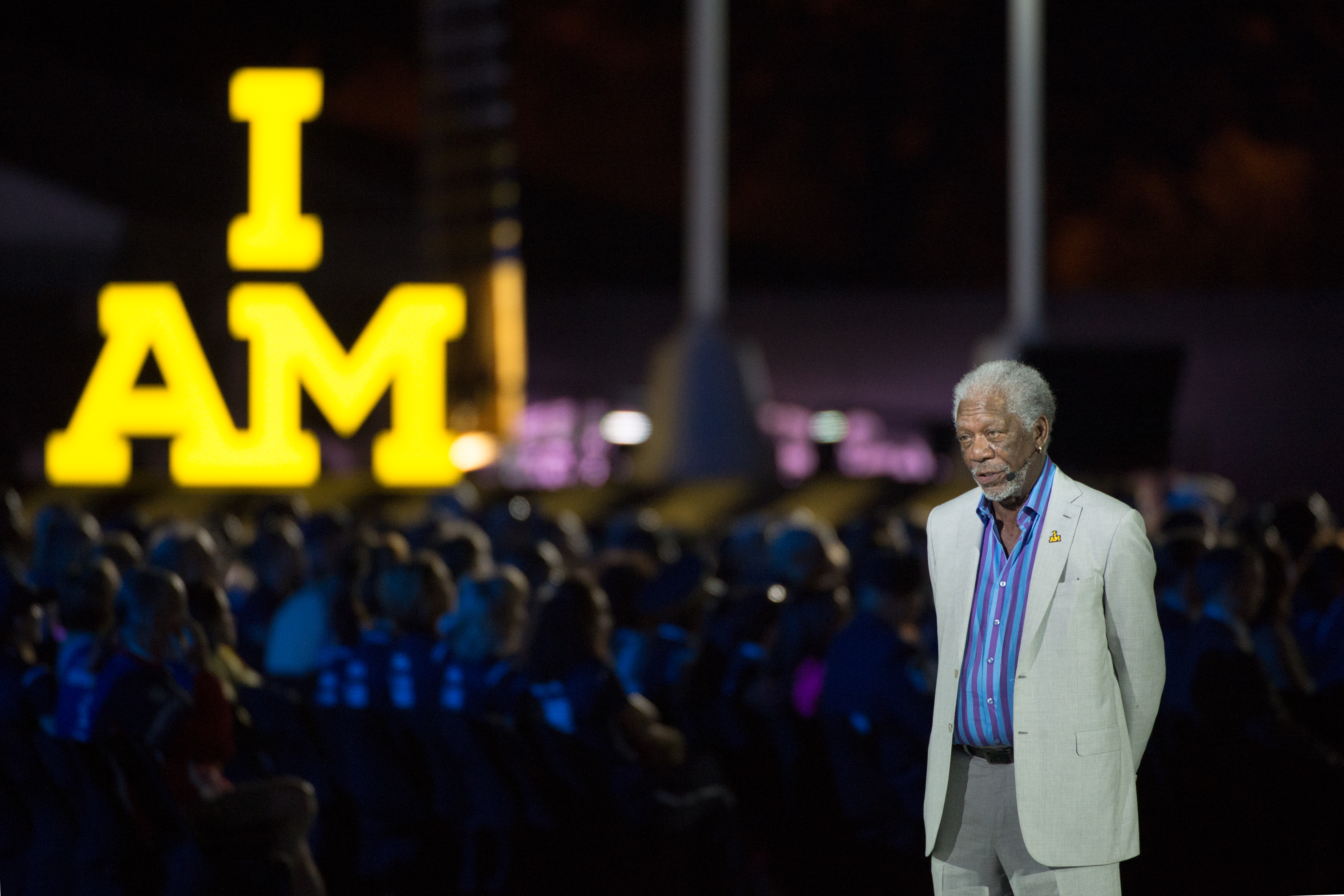
Лауреат премії «Оскар» актор Морган Фрімен промовляє на церемонії відкриття Ігор нескорених 2016 в Орландо, штат Флорида

14 липня 2015 року Принц Гаррі, покровитель Фонду Ігор нескорених, оголосив, що Ігри 2016 року будуть проходити з 8 по 12 травня 2016 року в ESPN Wide World of Sports Complex в Орландо (Флорида).
28 жовтня 2015 року, Принц Гаррі і перша леді США Мішель Обама та друга леді Джилл Байден відкрили Ігри нескорених 2016 на базі Fort Belvoir.

## Ігри нескорених 2017
Ігри нескорених 2017 року відбулись у Торонто у вересні в рамках святкування 150-річчя поселення в Канаді. Використані спортивні споруди, які готувались до Панамериканських ігор у 2015 році. Організатори змагань у Торонто також планують особливості — більше країн-учасників (Румунія, Україна) та більше видів спорту, аніж раніше — таких як змагання на льоду.

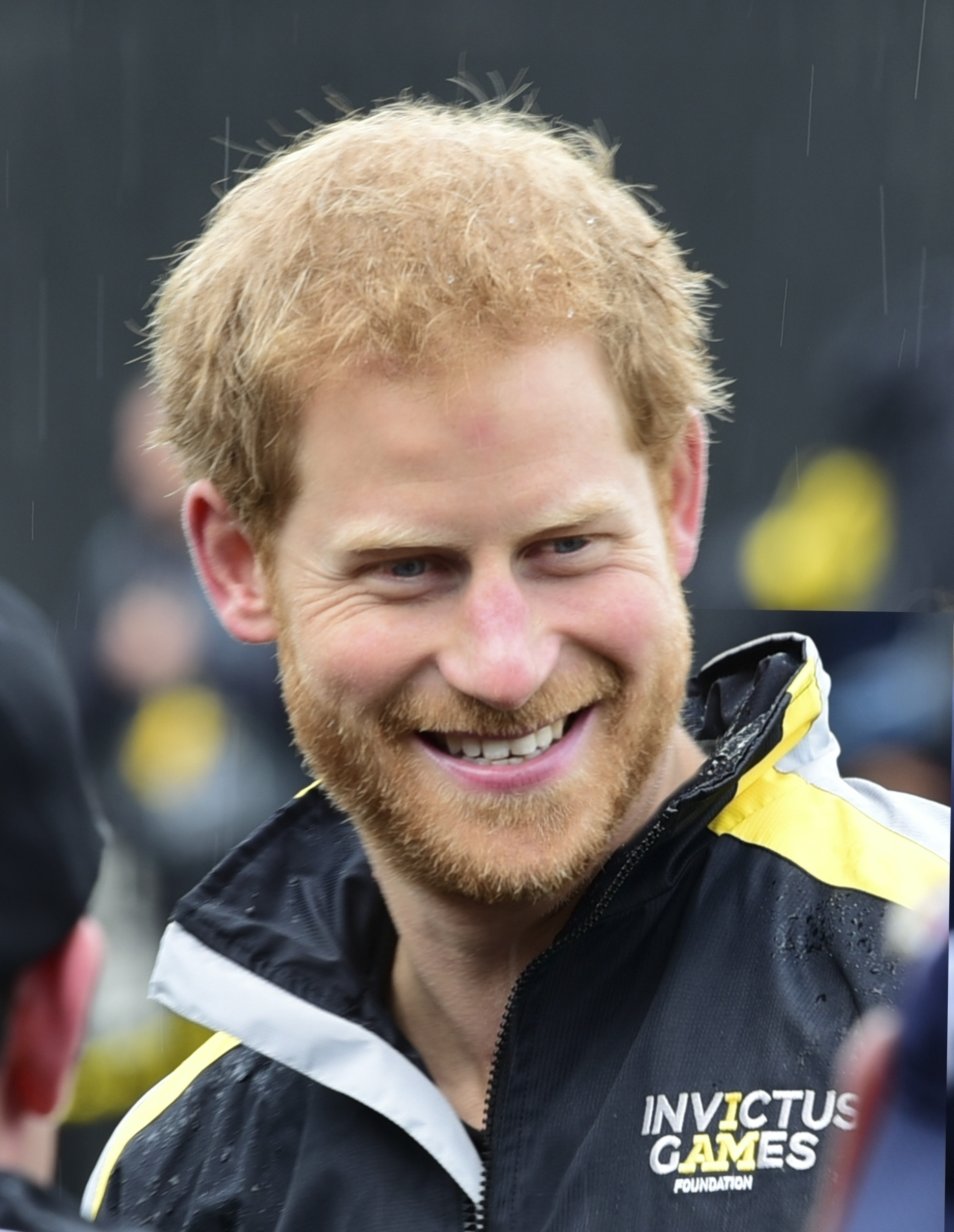
Принц Гаррі на змаганнях з луку у Форт-Йорку, Торонто

У березні стало відомо, що змагання відбудуться у метрополії Великого Торонто, де пройде 12 спортивних заходів і використовуватимуться деякі з ігрових майданчиків Панамериканських ігор 2015 року.
Майкл Бернс, генеральний директор ігор 2017 року, презентував офіційний талісман ігор — жовтого лабрадора Вімі.
26 вересня, за рік до старту ігор, на офіційному сайті з'явилось повідомлення про долучення до наступних змагань ще двох країн — Румунії та України. В описі України вказано, що українська армія чисельністю 260 000 є однією з найбільших у Європі, враховуючи кілька тисяч військовослужбовців у бойових умовах, при виконанні завдань антитерористичної операції на Сході України. Починаючи від 1992 року українські збройні сили були активно задіяні в багатьох навчаннях та миротворчих місіях під егідою ООН і Організації північноатлантичного договору на Балканах, Близькому Сході та в Африці. Кораблі українського флоту брали участь у протипіратських операціях коло узбережжя Сомалі.

## Ігри нескорених 2018
Прийом заявок на проведення Ігор нескорених 2018 закінчився у грудні 2015 року. The Gold Coast in Australia announced its intention to bid, using facilities built for the 2018 Commonwealth Games. У листопаді 2016 місцем проведення було оголошено Сідней (Австралія).

## Ігри нескорених 2020
Ігри нескорених 2020 відбулися з 9 до 16 травня 2020 року в Гаазі, Нідерланди. Вперше у змаганнях візьме участь Бельгія, а для України ці ігри стануть третіми за рахунком. Учасники змагатимуться в пауерліфтингу, стрільбі з луку, веслуванні на тренажерах, легкій атлетиці, велоспорті на шосе, волейболі сидячи, плаванні, регбі у візках та екстремальному керуванні від Jaguar Land Rover. Очікувана кількість учасників — 500 осіб. Для української команди квота в Іграх нескорених 2020 була збільшена Фундацією Ігор з 15 до 20 осіб через високий рівень організації та популярність змагань в Україні. Імена учасників, які представлятимуть Україну, було офіційно оприлюднено 17 жовтня 2019 року.

## Ігри нескорених 2023

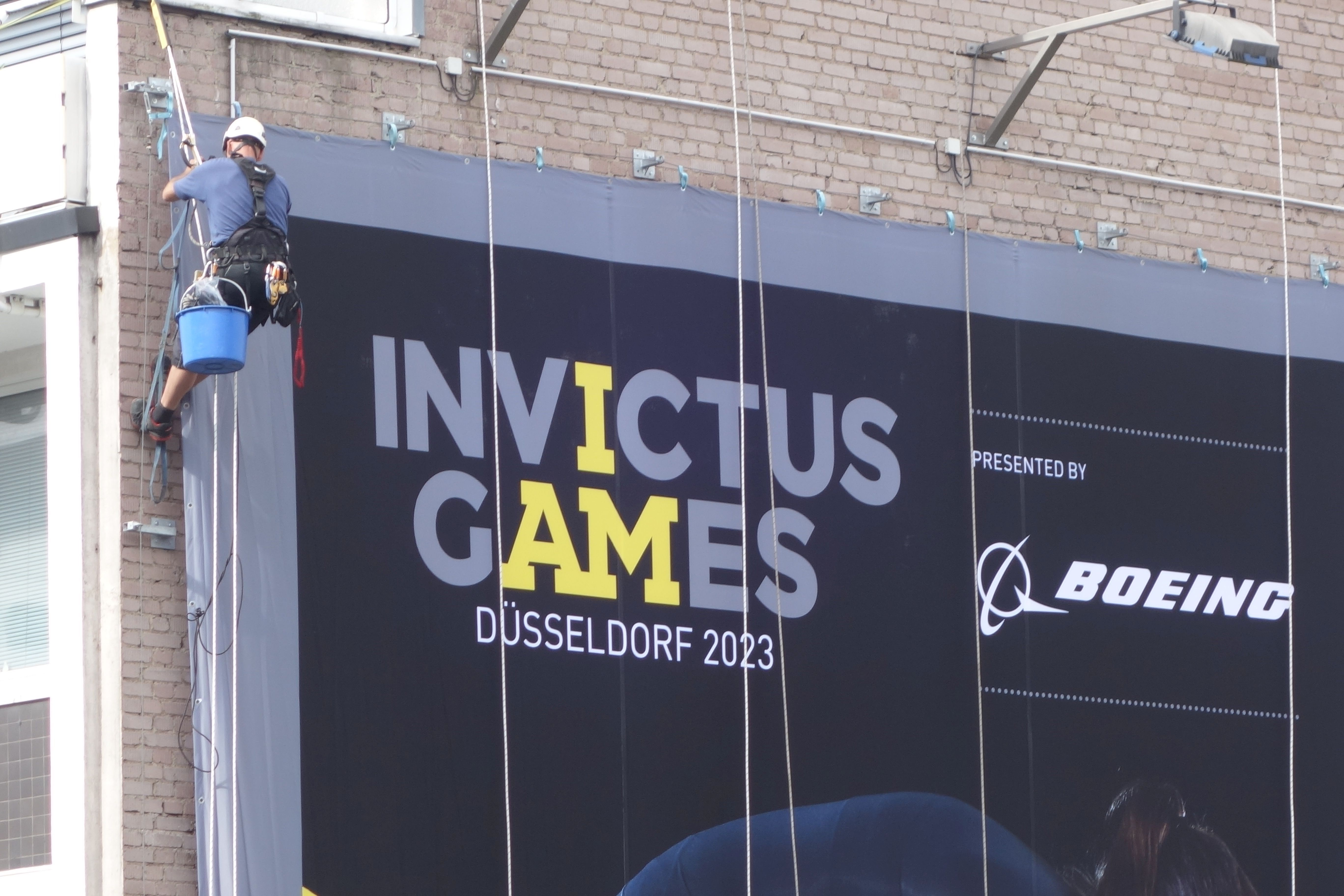
Встановлення eines Großplakats durch einen Industriekletterer для Invictus Games у Дюссельдорфі 2023

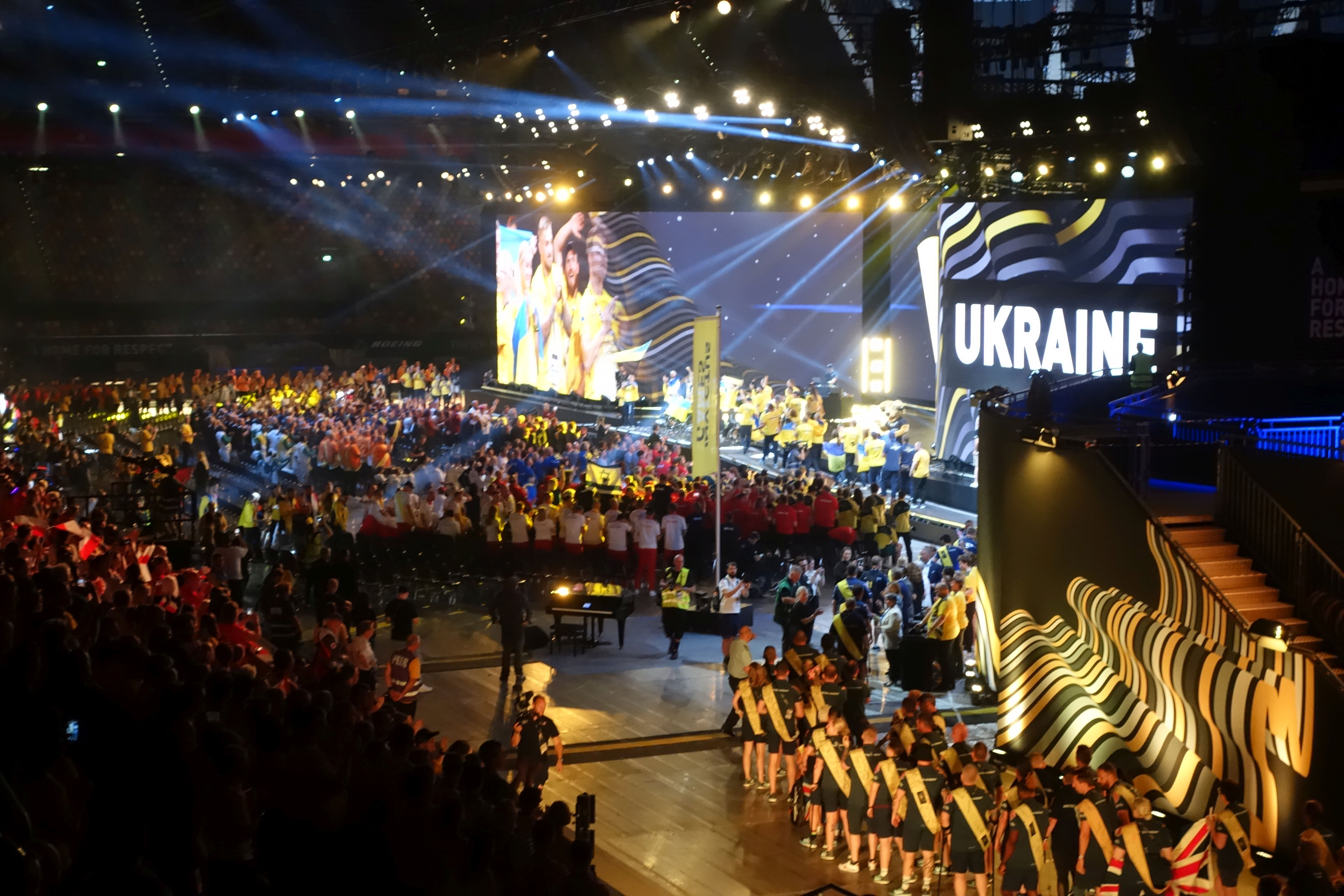
Вихід української команди на заключній церемонії

Ігри нескорених 2023 відбулися в Дюссельдорфі, Німеччина, у вересні 2023 року після одноразового відкладення. Це був шостий раз проведення Ігор нескорених. Ігри мали відбутися у 2022 році в Дюссельдорфі, Німеччина. Після перенесення Ігор 2020 року, які мали відбутись у Гаазі на 2022 рік, Ігри в Дюссельдорфі були відповідно перенесені на 2023 рік.
Разом із Колумбією та Ізраїлем Нігерія також дебютувала на Іграх 2023 року, ставши першою африканською країною в історії, яка приєдналася до Ігор Нескорених. Ірак не брав участі в цих Іграх нескорених. Загалом в іграх узяли участь спортсмени з 21 країни.